# Altana
A Altana AG (ortografia interna: ALTANA) é uma empresa de produtos químicos alemã com sede em Wesel; foi constituída em 1977 através da cisão de divisões do Grupo Varta. O primeiro CEO foi Herbert Quandt.
O grupo inclui as divisões BYK (aditivos para revestimentos e instrumentos), Eckart (pigmentos de efeito metálico e tintas para impressão metálica), Elantas (materiais de isolamento para as indústrias elétrica e eletrónica) e Actega (revestimentos e compostos selantes para a indústria de embalagens).
O Grupo Altana tem 48 instalações de produção e mais de 50 laboratórios de assistência e investigação em todo o mundo. Em 2018, a empresa, com 6428 empregados, anunciou receitas de aproximadamente 2 mil milhões de euros.

## História
De 1977 a 2010, a Altana foi negociada publicamente na Bolsa de Valores de Frankfurt. A Altana esteve admitida à negociação na Bolsa de Valores de Nova Iorque de 2002 a 2007.
Em 19 de dezembro de 2006, a maioria dos acionistas votou a favor da venda da divisão farmacêutica à empresa dinamarquesa Nycomed. A Nycomed pertence a um consórcio de investimento liderado pelo Nordic Capital e pelo Credit Suisse. Com a venda da divisão farmacêutica, sediada em Konstanz, na Alemanha, a Altana perdeu um importante pilar do seu negócio. Nessa altura, 9000 dos 13.500 empregados da empresa trabalhavam para a Altana no sector farmacêutico, gerando cerca de dois terços das receitas totais da empresa. E, efetivamente, as receitas no balanço desceram cerca de 60 por cento em 2006, mas subiram mais de seis por cento em 2007.
A patente do Pantoprazol, o principal gerador de receitas da antiga divisão farmacêutica, expirou em 2009/2010. Embora o conselho de administração da Altana justificasse a alienação do negócio farmacêutico com os atrasos na aprovação de novos produtos, o aumento dos custos de investigação e desenvolvimento e os elevados requisitos regulamentares nos EUA e na Europa, os acionistas ativistas afirmaram que o conselho de administração tinha investido muito pouco no negócio farmacêutico nos anos precedentes e não tinha desenvolvido produtos sucessores a tempo para compensar as perdas de receitas que seriam de esperar devido à expiração da patente do Pantoprazol no fim da década.
A divisão farmacêutica foi vendida por 4,6 mil milhões de euros. A receita total da venda foi paga aos acionistas, que receberam um dividendo especial de 33 euros por ação. Os críticos exprimiram o seu descontentamento por ter sido o principal acionista quem mais beneficiou com a venda da divisão farmacêutica.
Até 1 de janeiro de 2007, a empresa estava organizada na divisão farmacêutica, Altana Pharma AG, anteriormente Byk Gulden Lomberg Chemische Fabrik, sediada em Konstanz, e na divisão de especialidades químicas, Altana Chemie AG, com sede em Wesel. Desde a venda do negócio farmacêutico à Nycomed, a Altana tem estado a operar exclusivamente no segmento de especialidades químicas. Esta reestruturação foi acompanhada por uma alteração do logotipo da empresa, que foi unificado em todas as subsidiárias.
Em 6 de novembro de 2008, o acionista principal SKion fez uma oferta pública de aquisição de 13 euros por ação para todas as ações em circulação, uma medida que fez subir o preço das ações. Um porta-voz da empresa declarou que a intenção era retirar a empresa das listas de negociação pública. Para o conseguir, a SKion fez uma segunda oferta de aquisição de 14 euros por ação em 9 de novembro de 2009.
Em 30 de dezembro de 2008, a Bolsa de Valores de Frankfurt anunciou que a Altana seria retirada do seu índice MDAX, uma vez que o aumento da participação detida pela SKion tinha empurrado a parte das ações mantidas em free float para menos de dez por cento. Em junho de 2010, a SKion detinha 95,04 por cento de todas as ações.
Na Alemanha, as ações foram negociadas principalmente nas bolsas de Frankfurt e Estugarda e na plataforma Xetra; internacionalmente, foram admitidas à negociação na Bolsa de Valores de Londres e no Grupo NASD, atualmente FINRA, nos EUA.
Após a SKion ter assumido a totalidade da Altana através de um squeeze-out, a negociação destas ações foi suspensa com efeito a 27 de agosto de 2010.

## Produtos
Este fabricante de especialidades químicas oferece uma vasta gama de soluções e os correspondentes produtos especiais para fabricantes de revestimentos, processadores de tintas e plásticos, as indústrias de impressão e cosméticos, e a indústria elétrica e eletrónica. A gama de produtos inclui aditivos, revestimentos e colas especiais, pigmentos de efeito, tintas para impressão metálica, selantes e compostos, resinas e vernizes de impregnação, e instrumentos de teste e medição.

## Ligações Externas
- altana.com Página oficial da empresa (em inglês)